# Mark Ruffalo
Mark Alan Ruffalo (* 22. listopadu 1967 Kenosha, Wisconsin, USA) je americký herec, režisér, producent a scenárista.

## Životopis
Narodil se ve městě Kenosha ve Wisconsinu. Jeho matka byla stylistka a otec, italského původu, pracoval jako stavební malíř. Má dvě sestry, Taniu a Nicole; bratr Scott zemřel v roce 2008. Vystudoval střední školu ve Virginii. V následujících letech založil v Los Angeles divadelní společnost Orpheus Theatre Company, v jejíž inscenacích, z nichž některé i napsal a režíroval, hrál. Devět let působil také jako barman.

## Kariéra
Ve filmu debutoval v roce 1994 ve snímku Havraní tanec. Díky filmu Na mě se můžeš spolehnout (2000) získal ceny na filmových festivalech v Los Angeles a v Montrealu. S Tomem Cruisem hrál ve filmu Collateral (2004). Ruffalo se také věnoval romantickým komediím, jedná se např. o snímky Letuška 1. třídy (2002), Přes noc třicítkou (2004) nebo Co je šeptem… (2005). V roce 2006 si vyzkoušel divadelní prkna v inscenaci Awake and Sing!, za kterou získal nominaci na cenu Tony. V roce 2007 hrál ve filmu Zodiac. S Julianne Moore hrál ve filmu Slepota (2008). V roce 2010 si opět zahrál s Moore ve snímku Děcka jsou v pohodě. Za roli získal nominace na několik cen, včetně na Oscara. V roce 2010 napsal a režíroval vlastní celovečerní snímek Mocná síla soucitu.

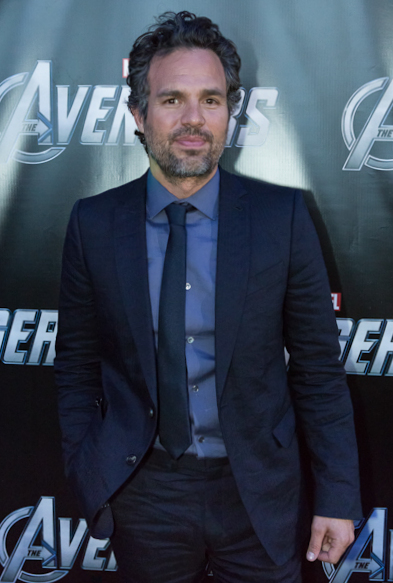
Ruffalo na premiéře filmu Avengers v Torontu

V superhrdinských filmech od Marvel Studios hraje od roku 2012 (kdy vystřídal Edwarda Nortona) doktora Bruce Bannera, resp. Hulka. Jedná se o snímky Avengers, Iron Man 3, Avengers: Age of Ultron, Thor: Ragnarok, Avengers: Infinity War, Captain Marvel, Avengers: Endgame, Shang-Chi a legenda o deseti prstenech, animovaný seriál Co kdyby…? a hraný seriál She-Hulk: Neuvěřitelná právnička.
V roce 2014 hrál Neda Weekse v televizním filmu Stejná srdce. Za roli získal nominaci na cenu Emmy.
V roce 2015 získal druhou nominaci na Oscara za roli wrestlera Davea Schultze v dramatu Hon na lišku. Později toho roku hrál ve filmu Svět na houpačce. Za roli novináře Michaela Rezendese ve snímku Spotlight získal třetí nominaci na Oscara a také nominaci na Filmovou cenu Britské akademie.

## Osobní život
V červnu roku 2000 si vzal Sunrise Coigney a mají spolu tři děti: syna Keena (narozen 2001) a dcery Bellu Noche (narozena 2005) a Odette (narozena 2007). Žijí na Manhattanu.
Během 96. ročníku udílení Oscarů v březnu 2024 podpořil iniciativu Artists4Ceasefire (umělci pro příměří), která se snažila upozornit na humanitární situaci v Gaze a požadovala okamžité a trvalé příměří ve válce Izraele s Hamásem.

## Filmografie

### Film
| Rok  | Název                                  | Role                        | Poznámky |
| ---- | -------------------------------------- | --------------------------- | --- |
| 1992 | Rough Trade                            | Hank                        | krátkometrážní film |
| 1994 | Havraní tanec                          | Christian                   | |
| 1994 | Čas na rozhodnutí                      | J. D.                       | |
| 1995 | Mirror, Mirror III: The Voyeur         | Joey                        | |
| 1996 | The Destiny of Marty Fine              | Brett                       | |
| 1996 | Dentista                               | Steve Landers               | |
| 1996 | Blood Money                            | právník                     | |
| 1996 | The Last Big Thing                     | Brent Benedict              | |
| 1998 | Kasaři                                 | Frank                       | |
| 1998 | Klub 54                                | Ricko                       | |
| 1999 | How Does Anyone Get Old?               | Johnnie                     | krátkometrážní film |
| 1999 | Ryba ve vaně                           | Joel                        | |
| 1999 | Jízda s ďáblem                         | Alf Bowden                  | |
| 2000 | Na mě se můžeš spolehnout              | Terry Prescott              | |
| 2000 | Miláčku, vrať se                       | T-Bo                        | |
| 2001 | Poslední pevnost                       | Yates                       | |
| 2001 | Apartment 12                           | Alex                        | |
| 2002 | XX/XY                                  | Coles                       | |
| 2002 | Kód Navajo                             | vojín Pappas                | |
| 2003 | Můj život beze mne                     | Lee                         | |
| 2003 | Letuška 1. třídy                       | Ted Stewart                 | |
| 2003 | Piková trojka                          | detektiv Giovanni A. Malloy | |
| 2004 | Už tady nežijeme                       | Jack Linden                 | také výkonný producent |
| 2004 | Věčný svit neposkvrněné mysli          | Stan                        | |
| 2004 | Přes noc třicítkou                     | Matt Flamhaff               | nominace – Teen Choice Award v kategorii nejlepší filmový herec – komedie, nejlepší chemie ve filmu (s Jennifer Garnerovou) a nejlepší filmový polibek (s Jennifer Garnerovou) |
| 2004 | Collateral                             | Ray Fanning                 | |
| 2005 | A co když je to pravda?                | David Abbott                | |
| 2005 | Co je šeptem…                          | Jeff Daly                   | |
| 2006 | Všichni královi muži                   | Adam Stanton                | |
| 2007 | Chicago 10                             | Jerry Rubin (hlas)          | |
| 2007 | Zodiac                                 | inspektor Dave Toschi       | |
| 2007 | Reservation Road                       | Dwight Arno                 | |
| 2008 | Slepota                                | doktor                      | |
| 2008 | Co tě nezabije…                        | Brian Reilly                | nominace – Satellite Award v kategorii nejlepší filmový herec |
| 2009 | Bratři Bloomovi                        | Stephen                     | |
| 2009 | Max a maxipříšerky                     | Adrian                      | |
| 2009 | Mocná síla soucitu                     | Joe                         | také režisér a producent |
| 2010 | Děcka jsou v pohodě                    | Paul Hatfield               | nominace – Filmová cena Britské akademie v kategorii nejlepší filmový herec ve vedlejší roli nominace – Screen Actors Guild Award v kategorii nejlepší herec ve vedlejší roli a nejlepší filmové obsazení nominace – Oscar v kategorii nejlepší herec ve vedlejší roli |
| 2010 | Prokletý ostrov                        | Chuck Aule / Lester Sheehan | nominace – Cena Saturn v kategorii nejlepší herec ve vedlejší roli |
| 2010 | Noční rande                            | Brad Sullivan               | |
| 2011 | Margaret                               | Gerald Maretti              | |
| 2012 | Avengers                               | Bruce Banner / Hulk         | Filmová cena MTV v kategorii nejlepší souboj nominace – Filmová cena MTV v kategorii nejlepší superhrdina, nejlepší duo ve filmu (s Robertem Downey, Jr.) a nejlepší výkřik |
| 2013 | Díky za ty dary                        | Adam                        | |
| 2013 | Iron Man 3                             | Bruce Banner                | cameo |
| 2013 | Podfukáři                              | Dylan Rhodes                | |
| 2013 | Love Song                              | Dan Mulligan                | |
| 2014 | Svět na houpačce                       | Cam Stuart                  | také výkonný producent |
| 2014 | Hon na lišku                           | Dave Schultz                | nominace – Filmová cena Britské akademie v kategorii nejlepší herec ve vedlejší roli nominace – Oscar v kategorii nejlepší herec ve vedlejší roli nominace – Satellite Award v kategorii nejlepší herec ve vedlejší roli ve filmu nominace – Screen Actors Guild Award v kategorii nejlepší herec ve vedlejší roli nominace – Zlatý glóbus v kategorii nejlepší filmový herec ve vedlejší roli |
| 2015 | Avengers: Age of Ultron                | Bruce Banner / Hulk         | |
| 2015 | Spotlight                              | Michael Rezendes            | Critics' Choice Movie Award v kategorii nejlepší filmové obsazení Satellite Award v kategorii nejlepší obsazení ve filmu Screen Actors Guild Award v kategorii nejlepší filmové obsazení nominace – Critics' Choice Movie Award v kategorii nejlepší herec ve vedlejší roli nominace – Filmová cena Britské akademie v kategorii nejlepší herec ve vedlejší roli nominace – Oscar v kategorii nejlepší herec ve vedlejší roli nominace – Satellite Award v kategorii nejlepší herec ve vedlejší roli |
| 2016 | Podfukáři 2                            | Dylan Rhodes                | |
| 2017 | Thor: Ragnarok                         | Bruce Banner / Hulk         | nominace – Teen Choice Awards v kategorii nejlepší filmový herec: sci-fi nominace – Filmová cena MTV v kategorii nejlepší souboj (s Chrisem Hemsworthem) |
| 2018 | Avengers: Infinity War                 | Bruce Banner / Hulk         | |
| 2019 | Captain Marvel                         | Bruce Banner / Hulk         | cameo |
| 2019 | Avengers: Endgame                      | Bruce Banner / Hulk         | |
| 2019 | Dark Waters                            | Robert Bilott               | také producent |
| 2021 | Shang-Chi a legenda o deseti prstenech | Bruce Banner / Hulk         | cameo |
| 2022 | Projekt Adam                           | Louis Reed                  | |
| 2023 | Chudáčci                               | Duncan Wedderburn           | |

### Televize
| Rok  | Název                            | Role                             | Poznámky |
| ---- | -------------------------------- | -------------------------------- | --- |
| 1989 | CBS Summer Playhouse             | Michael Dunne                    | díl: „American Nuclear“ |
| 1994 | Směr jih                         | Vinnie Webber                    | díl: „A Cop, a Mountie, and a Baby“ |
| 1997 | Stalo se o Vánocích              | Bert                             | televizní film |
| 1998 | Mág Houdini                      | Theo                             | televizní film |
| 2000 | The Beat                         | Zane Marinelli                   | 8 dílů |
| 2008 | Penn & Teller: Bullshit!         | sám sebe                         | díl: „World Peace“ |
| 2014 | Stejná srdce                     | Alexander „Ned“ Weeks            | televizní film, také výkonný producent Cena Emmy v kategorii nejlepší televizní film Satellite Award v kategorii nejlepší filmový herec v mini-seriálu nebo televizním filmu Screen Actors Guild Award v kategorii nejlepší herec v mini-seriálu nebo televizním filmu nominace – Critics' Choice Television Award v kategorii nejlepší herec v televizním filmu nebo mini-seriálu nominace – Cena Emmy v kategorii nejlepší herec v mini-seriálu nebo televizním filmu nominace – Zlatý glóbus v kategorii nejlepší herec v televizním filmu nebo mini-seriálu |
| 2020 | Bludné kruhy                     | Dominic Birdsey / Thomas Birdsey | 6 dílů, také výkonný producent Cena Emmy v kategorii nejlepší mužský herecký výkon v hlavní roli v limitovaném seriálu nebo TV filmu |
| 2021 | Co kdyby…?                       | Bruce Banner / Hulk              | hlas, 2 díly |
| 2022 | She-Hulk: Neuvěřitelná právnička | Bruce Banner / Hulk              | 2 díly |
| 2023 | Jsou světla, která nevidíme      | Daniel LeBlanc                   | minisérie, hlavní role |